# 張巡

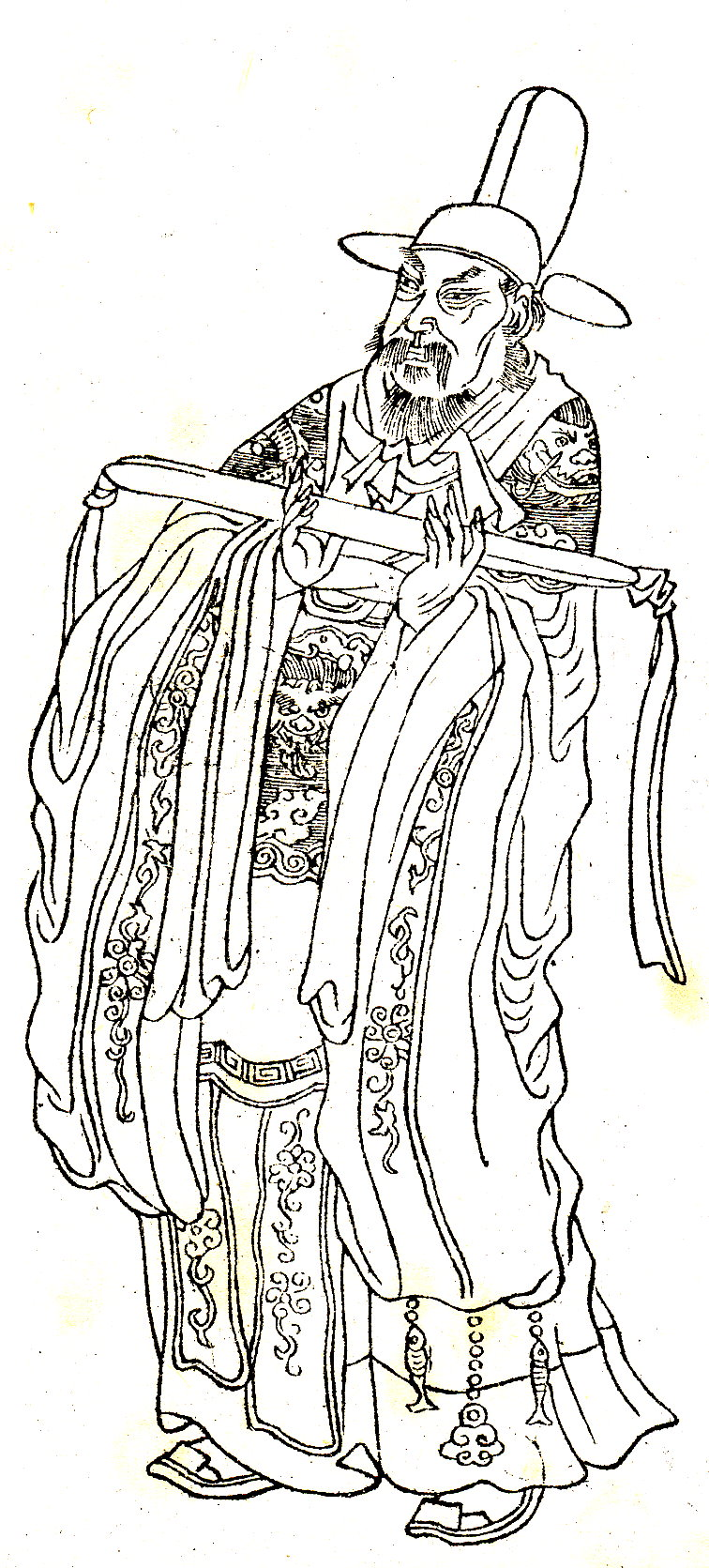
張巡・『晩笑堂竹荘畫傳』より

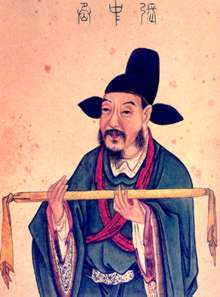
張巡

張 巡（ちょう じゅん、景雲3年（709年） - 至徳2載10月9日（757年11月24日））は、唐代の武将。字は巡。

## 略伝
南陽の出身。若くして兵法に通じ、開元29年（741年）に進士となる。この頃、兄の張暁は監察御史に就任しており、すでに兄弟ともに名声を得ていた。太子通事舎人となり、県令として清河へ赴任。内治に功績を挙げ、任期が満ちた後に楊国忠に推薦する人もあったがこれを断り、真源へ県令として赴任する。その地でほしいままに振る舞っていた大吏の華南金を誅し、民から慕われた。
天宝15載（756年）安禄山が反乱を起こし、張巡は兵を集めて雍丘にて、安禄山側の令狐潮・李廷望と戦い、何度も打ち破り、寧陵に移ってからも、楊朝宗を破り、河南節度使に任じられた。
安慶緒が安禄山を殺し、尹子奇に睢陽を攻めさせた。睢陽太守の許遠に援軍を求められ、睢陽に入り、一手となった。許遠は上官であったが、張巡の実力を認め、主将の位置を譲る。睢陽城は初め、1年分の蓄えがあったのを河南節度使の虢王李巨に無理に召し上げられ、4月から10月にかけて賊軍に囲まれ、食料に困窮した。臨淮に駐屯していた御史大夫の賀蘭進明に援軍を頼むが、賀蘭進明は敗北することと友軍に背後を襲われるを怖れ、また、張巡の名声を妬み、援軍を断った。
ついに、睢陽は落城に至り、張巡は屈せず、南霽雲・雷万春・姚誾ら幹部30余人は捕らわれて処刑された。許遠は洛陽に連行された。援軍の張鎬が到着したのは、落城後、3日後だった。だが、睢陽城の頑強な抵抗が唐軍の別働隊の行動を容易としたために、落城10日にして賊軍の大部分は敗亡し、尹子奇も殺された。敵兵12万人を殺したと言われる。死後、睢陽に廟が建てられている。

## 人物
- 兵士や住民の名前を一度聞いたら忘れることはなかった。また、書物も三回読んだら一生忘れなかった。文章も下書きをせずに作り上げた。
- 刻々と変化する安禄山の軍に対応するため、古来の陣法は用いず、将に自分の意志で戦わせた。
- 形勢不利でも、戦陣を動くことはなく、ために、兵士たちも退却せずに、敵をうち破ってきた。司令は明確で、賞罰は公正、兵と苦楽をともにしたという。
- 戦いの度に歯を食いしばり、そのため、死ぬ時には歯が数本しか残っていなかった。

## 戦闘エピソード
- 雍丘にて、令狐潮の4万の軍が油断しているところを千人で奇襲を掛けて荒らし、油を染み込ませた藁を燃やして投げおろして城を守り、その後も奇襲、夜襲をしかけ、60日で敗走させ2千人を捕らえた。
- 雍丘に再び押し寄せてきた令狐潮の降伏勧告を拒否し、降伏派の大将を6人斬り、夜間に藁人形を城壁から下ろして、敵の矢数十万本を奪った。敵が気づいて応対しないところに本物の兵を下ろし、打ち破った。
- 睢陽に援軍に来た当初は、尹子奇率いる大軍を6800人で城を打って出て正面からうち破り、敗走させた。また、油断を誘わせところに、城門から精鋭を出して攻撃させた
- 計略を持って尹子奇を負傷させ、敗走させた（南霽雲参照）。
- 戦いが長引き兵糧つきたため、茶、紙を米に混ぜて食べるようになり、増援もなく、そのため、睢陽の包囲を許してしまった。
- 城壁に3つの穴を掘り、1つからは木を、1つからは鉤を出し、雲梯を動けなくさせ、最後の穴からは火が燃えさかった鉄の籠を出し、雲梯を焼き払った。
- 敵が城壁を登ろうと土嚢を積み上げていた時、夜、密かに藁や松明をいれ、風が強い日に火をつけ、敵軍ごと焼き払った。
- 落城の間近には、まず、馬を食べ、雀や鼠も食べ尽くし、最後は張巡自身の妾を殺して兵士に食べさせた。また、城にいた女性も同様に殺され食べられた（カニバリズム）。

## 後世の評価
死の直後には、張巡が既に孤城となった睢陽をあえて守ろうとした事を非とし、人を喰った事や、民を守れなかった事を謗る意見もあった。
しかし、張巡の友人李翰は彼の為に伝を作り、以下のように述べた。
「巡は、寡で以て衆を撃ち、江、淮を保って陛下を待ちました。彼の功績は偉大です。しかるに議論する者は、彼が人を喰ったとか、死守したのは愚かだとか言っております。これは善を遮り悪を揚げる行為であり、臣はこれを痛みます。巡が固守したのは、救援を待っていたからです。救援が着く前に食糧が尽きたので、止む無く人を食べましたが、彼の本意ではないのです。巡は大難に死に、ただ令名だけが彼の栄禄です。今これを記録しなければ、時が経つと共に彼の生き様が消え去ってしまいます。 ですから臣は敢えて一巻を編纂し、これを献上します」
この事により張巡の評価は定まったとされる。
小杉放庵のように「楠公の千早城と比べて誉められる功績」と評する人もいるが、王夫之のように「二顔（顔真卿・顔杲卿）の河北に起こり、張許（張巡・許遠）の睢陽を守る、皆市人を率いて以て戦う。賊の望みて目笑する処のものなり」と玄宗の軍政の失敗による犠牲者ととらえる歴史家もいる。

## 張巡の詩
| 軍中聞笛   |                            |
| 岧嶤試一臨 | 岧嶤試みに一臨すれば       |
| 虜騎附城陰 | 虜騎城陰に附す             |
| 不辨風塵色 | 風塵の色を辨ぜずば         |
| 安知天地心 | いずくんぞ天地の心を知らん |
| 門開邊月近 | 門開いて邊月近く           |
| 戦苦陣雲深 | 戦い苦しんで陣雲深し       |
| 旦夕更樓上 | 旦夕更樓の上               |
| 遙聞横笛音 | 遙かに聞く横笛の音         |

## 伝記資料
- 浅見絅斎著『靖献遺言』は中国史上有名な忠義義士の中から八人を択んで、代表的な詩文を編著した結晶である。その中　に顔真卿があげられた。顔真卿の伝終わる後に、後記として、張巡の伝が始まる。同じ乱に処した二人の運命である。
- 『旧唐書』巻百八十七下 列伝第百三十七下忠義下「張巡伝」
- 『新唐書』巻百九十二 列伝第百一十七忠義中「張巡伝」
- 韓愈「張中丞伝後序」